# 安德里伊夫卡 (切爾尼亞希夫市鎮)
50°30′23″N 28°40′26″E / 50.50639°N 28.67389°E
安德里伊夫卡（烏克蘭語：Андріївка）是位於烏克蘭北部的村莊，由日托米爾州日托米爾區的切爾尼亞希夫市鎮負責管轄。該村始建於1605年，面積2.97平方公里，海拔高度215米，2001年人口585。